# サイード・ハサン・ヘワドパル
サイード・ハサン・ヘワドパル（1914年 - 没年不明）は、アフガニスタンの軍人。大将。アフガニスタン軍参謀総長。

## 経歴
カーブル出身。カーブルのハビビア貴族学校、1934年、カーブル士官学校、1942年、トルコ軍参謀本部アカデミーを卒業。
- 1942年 - 少佐、アフガン陸軍の各部隊に勤務し、カーブル士官学校の参謀長
- 1943年 - 准将（大佐）
- 1948年～1951年 - 国防省教育局長
- 1950年 - 少将
- 1951年～1953年 - カーブル軍団長、カーブル士官学校長
- 1954年～1956年 - 中央管区司令官
- 1956年～1962年 - 参謀総長
- 1963年～1966年 - 駐トルコ大使

1960年代末に引退し、カーブルで私人として暮らした。
1983年、トルコに移住。